# Thomas Digges
Thomas Digges (n.c. 1546 – d. 24 august 1595) a fost un matematician și astronom englez, fiul matematicianului Leonard Digges.
A fost primul care a promovat în Anglia teoria heliocentrică a lui Copernic.
A studiat la Oxford.
A fost unul dintre cei mari geometri ai secolului său.
În calitate de comisar general, a însoțit trupe în Țările de Jos și a condus marile operațiuni ale războiului.
O mare parte din viață a consacrat-o științei.

## Scrieri
- 1573: Alae sive scalae mathematicae, or mathematical Wings or ladders;
- 1599: An Arithmetical military treatise, containing much arithmetic as is necessary towards military discipline.

A scris mai multe manuale de matematică militară și geometrie practică.
A editat și unele lucrări de teologie și de controverse religioase.
1. 1 2  MacTutor History of Mathematics archive, accesat în 22 august 2017
2. ↑  MacTutor History of Mathematics archive
3. ↑  Thomas Digges, SNAC, accesat în 9 octombrie 2017
4. ↑  Find a Grave
5. ↑  Genealogics
6. ↑  The Peerage
7. ↑  IdRef, accesat în 23 mai 2020